# Крамер, Паскаль
Паскаль Краме́р (фр. Pascale Kramer, 15 декабря 1961, Женева) — швейцарская писательница, пишет на французском языке.

## Биография
Поступила на филологический факультет Лозаннского университета, но ушла со второго курса, занялась журналистикой, а затем рекламой. Первые книги прозы опубликовала в Швейцарии. С 1987 живёт в Париже.
В марте 2012 выступала в Санкт-Петербурге ().

## Произведения
- Вариации на ту же тему/ Variations sur une même scène, Vevey, L’Aire, 1982
- Плодородные земли/ Terres fécondes, Vevey, L’Aire, 1984
- Ману/ Manu, Paris, Calmann-Lévy, 1995
- Живые/ Les Vivants, Calmann-Lévy, 2000
- Préambule à la barque, in «Document Stéphane Zaech», Lausanne, Éditions art&fiction, 2002
- Retour d’Uruguay, Paris, Mercure de France, 2003
- L’Adieu au Nord, Paris, Mercure de France, 2005
- Fracas, Paris, Mercure de France, 2007
- Беспощадная жестокость пробуждения/ L’implacable brutalité du réveil, Paris, Mercure de France, 2009 (швейцарская премия Шиллера)
- Потрясенный/ Un homme ébranlé, Paris, Mercure de France, 2011
- Gloria, Paris, Flammarion, 2013

## Признание
Лауреат старейшей премии Рамбера и премии Шиллера (2009), других швейцарских премий, премии Союза писателей Франции (2009). Проза переведена на английский, немецкий, итальянский языки.